# Seznam členů čtvrtého Knesetu
Tento článek je seznam členů 4. Knesetu, který byl zvolen ve volbách v roce 1959, konkrétně 3. listopadu 1959. Jeho funkční období trvalo až do zvolení následujícího (pátého) Knesetu v roce 1961.
120 členů čtvrtého Knesetu bylo rozděleno podle stranické příslušnosti následovně:
- 47 mandátů Mapaj
- 17 mandátů Cherut
- 12 mandátů Mafdal
- 9 mandátů Mapam
- 8 mandátů Všeobecní sionisté
- 7 mandátů Achdut ha-avoda
- 6 mandátů Chazit datit Toratit
- 6 mandátů Progresivní strana
- 3 mandáty Maki
- 2 mandáty Kidma ve-pituach
- 2 mandáty Šituf ve-achva
- 1 mandát Chakla'ut ve-pituach

## Seznam poslanců
- poslanecký klub Mapaj

Almogi • Aran • Argov • Asaf • Bar Rav Haj • Bar'am • Becker (pak Jadlin) • Ben Gurion • Ben Jisra'el • Berger • Cabari • Cadok • Dajan • Degani • Eban • Efrati • Eškol • Fischer • Govrin • Guri • Hakohen • Herzfeld • Chasin • Idelson • Ješa'jahu • Joseftal • Kargman • Kese • Kohen • Koren • Lamdan • Lavon • Luz • Me'ir • Namir • Necer • Osnija • Peres • Petel • Sapir • Sardines • Smilansky • Šaret • Šitrit • Šoreš • Tversky • Zar
- poslanecký klub Cherut

Altman • Arditi • Avni'el • Bader • Begin • Ben Eliezer • Kohen-Meguri • Landau • Levin • Elijahu Meridor • Ja'akov Meridor • Olmert • Razi'el-Na'or • Šichman • Šofman • Šostak • Uničman (pak Drori)
- poslanecký klub Mafdal

Šlomo Jisra'el Ben Me'ir  • Burg • Grinberg • Chazani • Nurok • Rafa'el • Sanhadra'i • Šachor • Šapira • Unna • Warhaftig • Zo'arec
- poslanecký klub Mapam

Barzilaj • Bentov • Chamís • Chazan • Ja'ari • Jehuda (pak Kušnir) • Riftin • Rubin • Talmi
- poslanecký klub Všeobecní sionisté

Abramov • Bernstein • Ichilov • Nisim • Rimalt • Sapir • Serlin • Zimmerman
- poslanecký klub Achdut ha-avoda

Alon (pak Haktin) • Bar Jehuda  • Ben Aharon  • Bibi • Galili • Karmel • Nir
- poslanecký klub Chazit datit Toratit

Kac • Kahana • Levin • Lorinc • Minc (pak Gross) • Poruš
- poslanecký klub Progresivní strana

Golan • Harari • Kanovič • Kohen • Kol • Rosen
- poslanecký klub Maki

Mikunis • Túbí • Vilner (pak Sne)
- poslanecký klub Kidma ve-pituach

al-Dahar • Nachla
- poslanecký klub Šituf ve-achva

Abú Rokan • Dijáb
- poslanecký klub Chakla'ut ve-pituach

an-Nášaf
poznámka:* abecední řazení, nikoliv podle pozice na kandidátní listině * Všeobecní sionisté splynuli s Progresivní stranou do Liberální strany * Chazit datit Toratit se rozpadla na Agudat Jisra'el a Po'alej Agudat Jisra'el